# Hypodontolaimus sivertseni
Hypodontolaimus sivertseni is een rondwormensoort uit de familie van de Chromadoridae. De wetenschappelijke naam van de soort is voor het eerst geldig gepubliceerd in 1951 door Allgén.